# Over the Rainbow (álbum de Rainbow)
Over the Rainbow (オーバー ザ レインボー) é o álbum japonês de estreia do girl group sul-coreano Rainbow, e seu primeiro álbum de estúdio no total. Foi lançado em 28 de março de 2012 no Japão através da Universal Sigma. O álbum foi lançado em duas versões, uma Edição em CD & DVD e uma Edição regular em CD. Foi precedido pelos singles "A", "Mach" e o primeiro single original em japonês "Gonna Gonna Go!". O álbum foi relançado em 12 de dezembro de 2012 em três edições diferentes.

## Edições

### Versão padrão
O álbum foi lançado em duas edições diferentes: Edição em CD & DVD e Edição Regular em CD.
A Edição em CD & DVD contém o álbum em CD, e um DVD contendo a apresentação "RAINBOW Premium Live at SHIBUYA PUBLIC HALL", incluindo as canções "Mach", "Not Your Girl", "To Me", "Gossip Girl" e "A". Também inclui um vídeo de bastidores da apresentação ao vivo, e um vídeo musical especial de "Mach", também conhecida como uma versão "Close-Up" do videoclipe original.
A Edição Regular em CD de Over the Rainbow contém somente o álbum em CD.

### Versão especial
O álbum foi relançado em três edições diferentes: duas edições em CD+DVD e uma edição em 2 CDs.
As edições em CD+DVD incluem o álbum e um DVD especial: Tipo A inclui todos os vídeos musicais do grupo das canções incluídas no álbum e Tipo B inclui apresentações de todas as faixas promovidas em coreano, "Gossip Girl", "Not Your Girl", "A", "Mach", "To Me" e "Sweet Dream". Todas as apresentações são do do programa musical Music Bank da KBS.
A edição somente em CD inclui dois CDs: o Over the Rainbow standart como CD 1 e um especial dos grandes êxitos coreanos no CD 2, incluindo faixas dos mini-álbuns Gossip Girl e So Girls. Essa edição inclui a canção japonesa "Candy Girls!", canção-tema do show animado Zoobles!, como faixa bônus do CD 2.

## Lista de faixas
| Lista de faixas da Edição Standard e Edição Especial CD1: |                                                      |         |  |
| N.º                                                       | Título                                               | Duração |  |
| 1.                                                        | "A" (エー; Ē)                                        | 3:25    |  |
| 2.                                                        | "Mach" (マッハ; Maha)                                | 3:14    |  |
| 3.                                                        | "Gonna Gonna Go!" (ガナガナGO!; Gana Gana Gō!)       | 3:53    |  |
| 4.                                                        | "Kiss! Kiss! Disco!"                                 | 3:18    |  |
| 5.                                                        | "Touch Me, Feel Me, Love Me"                         | 4:16    |  |
| 6.                                                        | "Alright"                                            | 4:24    |  |
| 7.                                                        | "Not Your Girl" (ノット ユア ガール; Notto Yua Gāru) | 3:29    |  |
| 8.                                                        | "Energy"                                             | 3:44    |  |
| 9.                                                        | "Hello"                                              | 3:14    |  |
| 10.                                                       | "Gossip Girl" (ゴシップガール; Goshippugāru)         | 3:07    |  |
| Duração total:                                            | Duração total:                                       | 36:00   |  |

| Edição Standard - DVD: RAINBOW Premium Live at SHIBUYA PUBLIC HALL |                                                                |         |  |
| N.º                                                                | Título                                                         | Duração |  |
| 1.                                                                 | "Mach" (マッハ)                                                |         |  |
| 2.                                                                 | "Not Your Girl" (ノットユアガール)                             |         |  |
| 3.                                                                 | "Gossip Girl" (ゴシップガール)                                 |         |  |
| 4.                                                                 | "To Me"                                                        |         |  |
| 5.                                                                 | "A" (エー)                                                     |         |  |
| 6.                                                                 | "Mach" (Bis)                                                   |         |  |
| 7.                                                                 | "Backstage of Premium Live" (Gravação de vídeo dos bastidores) |         |  |
| 8.                                                                 | "Mach" (Vídeo musical - versão Rainbow)                        |         |  |

| Lista de faixas da Edição Especial CD2: |                               |         |  |
| N.º                                     | Título                        | Duração |  |
| 1.                                      | "Not Your Girl"               |         |  |
| 2.                                      | "Gossip Girl"                 |         |  |
| 3.                                      | "I Believe"                   |         |  |
| 4.                                      | "Kiss"                        |         |  |
| 5.                                      | "A"                           |         |  |
| 6.                                      | "Mach"                        |         |  |
| 7.                                      | "To Me" (내게로..; Naegelo..) |         |  |
| 8.                                      | "Sweet Dream"                 |         |  |
| 9.                                      | "Candy Girls!" (Faixa bônus)  |         |  |

| Edição Especial - DVD (Tipo A: Vídeos musicais) |                            |         |  |
| N.º                                             | Título                     | Duração |  |
| 1.                                              | "Gossip Girl"              |         |  |
| 2.                                              | "A" (Versão em coreano)    |         |  |
| 3.                                              | "To Me"                    |         |  |
| 4.                                              | "Sweet Dream"              |         |  |
| 5.                                              | "A" (Versão em japonês)    |         |  |
| 6.                                              | "Mach" (Versão em japonês) |         |  |
| 7.                                              | "Gonna Gonna Go!"          |         |  |
| 8.                                              | "Candy Girls!"             |         |  |

| Edição Especial - DVD (Tipo B: apresentações coreanas ao vivo) |                 |         |  |
| N.º                                                            | Título          | Duração |  |
| 1.                                                             | "Gossip Girl"   |         |  |
| 2.                                                             | "Not Your Girl" |         |  |
| 3.                                                             | "A"             |         |  |
| 4.                                                             | "Mach"          |         |  |
| 5.                                                             | "To Me"         |         |  |
| 6.                                                             | "Sweet Dream"   |         |  |

## Desempenho nas paradas

### Oricon
| Parada da Oricon     | Melhor posição | Vendas de estreia                | Vendas totais | Período na parada |
| -------------------- | -------------- | -------------------------------- | ------------- | ----------------- |
| Daily Albums Chart   | 5              | 13.009 (semanal) 17.364 (mensal) | 31.559+       | 17 semanas        |
| Weekly Albums Chart  | 10             | 13.009 (semanal) 17.364 (mensal) | 31.559+       | 17 semanas        |
| Monthly Albums Chart | 37             | 13.009 (semanal) 17.364 (mensal) | 31.559+       | 17 semanas        |
| Yearly Albums Chart  | —              | 13.009 (semanal) 17.364 (mensal) | 31.559+       | 17 semanas        |

### Outras paradas
| Parada                     | Melhor posição |
| -------------------------- | -------------- |
| Billboard Japan Top Albums | 10             |

## Histórico de lançamento
| País  | Data                   | Distribuidora   | Edição        |
| ----- | ---------------------- | --------------- | ------------- |
| Japão | 28 de março de 2012    | Universal Sigma | Edição CD+DVD |
| Japão | 28 de março de 2012    | Universal Sigma | CD            |
| Japão | 12 de dezembro de 2012 | Universal Sigma | 2 CD+DVD      |
| Japão | 12 de dezembro de 2012 | Universal Sigma | 2CD           |